# Économie du Donut (modèle)

L'image classique du Donut ; la mesure à laquelle les frontières sont transgressées et les fondements sociaux atteints ne sont pas visibles sur ce diagramme.

Le Donut, en anglais Doughnut model ou Doughnut Economics, est un cadre visuel pour la durabilité de l'économie — présenté sous forme de beignet — combinant le concept de limites planétaires avec celui, complémentaire, de frontières sociales. Ce modèle propose de considérer la performance d'une économie par la mesure dans laquelle les besoins des gens sont satisfaits sans dépasser le plafond écologique de la Terre. Le nom dérive de la forme du diagramme, c'est-à-dire un disque avec un trou au milieu. Le trou central du modèle représente la proportion de personnes qui n'ont pas accès aux éléments essentiels de la vie (soins de santé, éducation, équité, etc.) tandis que le bord extérieur représente les plafonds écologiques (limites planétaires) dont dépend la vie et qui ne doivent pas être dépassés. 
Par conséquent, une économie est considérée comme prospère lorsque les douze fondements sociaux sont réunis sans dépasser aucun des neuf plafonds écologiques. Cette situation est représentée par la zone entre les deux anneaux, à savoir l'espace sûr et juste pour l'humanité. Le diagramme a été développé par l'économiste d'Oxford Kate Raworth dans le document d'Oxfam A Safe and Just Space for Humanity et élaboré dans son livre Doughnut Economics: Seven Ways to Think Like a 21st-Century Economist. 
Le 7 avril 2020, après avoir commandé en 2015 une étude sur la mise en œuvre d’une économie circulaire, le conseil de la ville d'Amsterdam déclare fonder sa stratégie sur ce modèle économique, en lien avec Kate Raworth et son équipe, pour « rendre l'économie de la ville totalement circulaire d'ici 2050 en commençant par réduire de moitié l'utilisation des matières premières en 10 ans »,. L'une des illustrations de cette stratégie est la création du quartier résidentiel Strandeiland (« île de la plage »), composé de 8 000 logements, à travers le choix des matériaux et la présence de 40 % de logements sociaux. La construction du quartier pourrait débuter en 2023. L'économie du donut est mentionnée dans le pari de l'écologie populaire de Pierre Benassaya comme un modèle d'écologie populaire qui permet de "répondre aux besoins essentiels des individus tout en respectant les limites écologiques de la planète".

## Indicateurs

### Fondations sociales
Les fondements sociaux s'inspirent des objectifs de développement durable des Nations Unies. Ceux-ci sont: 
- l'alimentation ;
- la santé ;
- l'éducation ;
- le salaire et le travail (ce dernier ne se limite pas à l'emploi, mais comprend également des éléments tels que l'entretien ménager) ;
- la paix et la justice ;
- l'opinion politique ;
- l'égalité sociale ;
- l'égalité des sexes ;
- le logement ;
- le capital social ;
- l'énergie ;
- l'eau.

### Plafonds écologiques
Les neuf plafonds écologiques proviennent des limites planétaires avancées par un groupe de scientifiques du système terrestre dirigé par Johan Rockström et Will Steffen. Ce sont : 
- le réchauffement climatique - les émissions anthropiques de gaz à effet de serre comme le dioxyde de carbone et le méthane piègent la chaleur dans l'atmosphère, modifiant le climat de la Terre ;
- l'acidification des océans - lorsque le dioxyde de carbone émis par l'homme est absorbé dans les océans, il rend l'eau plus acide. Par exemple, cela réduit la capacité de la vie marine à développer des squelettes et des coquillages ;
- la pollution chimique - la libération de matières toxiques dans la nature diminue la biodiversité et diminue la fertilité des animaux (y compris les humains) ;
- la charge d'azote et de phosphore - une utilisation inefficace ou excessive d'engrais conduit ceux-ci à s'écouler vers les plans d'eau où il s'accumulent et provoquent des proliférations d'algues qui tuent la vie aquatique et marine (eutrophisation) ;
- la consommation d'eau douce - utiliser trop d'eau modifie le cycle de l'eau, ce qui peut assécher la source et endommager l'écosystème.
- la conversion des terres - la conversion des terres à des fins économiques (telles que la création de routes et de terres agricoles) endommage ou supprime l'habitat de la faune, supprime les puits de carbone et perturbe les cycles naturels ;
- la perte de biodiversité - l'activité économique peut entraîner une réduction du nombre et de la variété des espèces. Cela rend les écosystèmes plus vulnérables et peut réduire leur capacité à maintenir la vie et à fournir des services écosystémiques .
- la pollution de l'air - l'émission d'aérosols (petites particules) a un impact négatif sur la santé des espèces. Il peut également affecter les précipitations et la formation des nuages ;
- l'appauvrissement de la couche d'ozone - certaines activités économiques émettent des gaz qui endommagent la couche d'ozone de la Terre. Parce que la couche d'ozone protège la Terre des rayonnements nocifs, son épuisement entraîne par exemple des cancers de la peau chez les animaux.

## Donut de l'économie mondiale

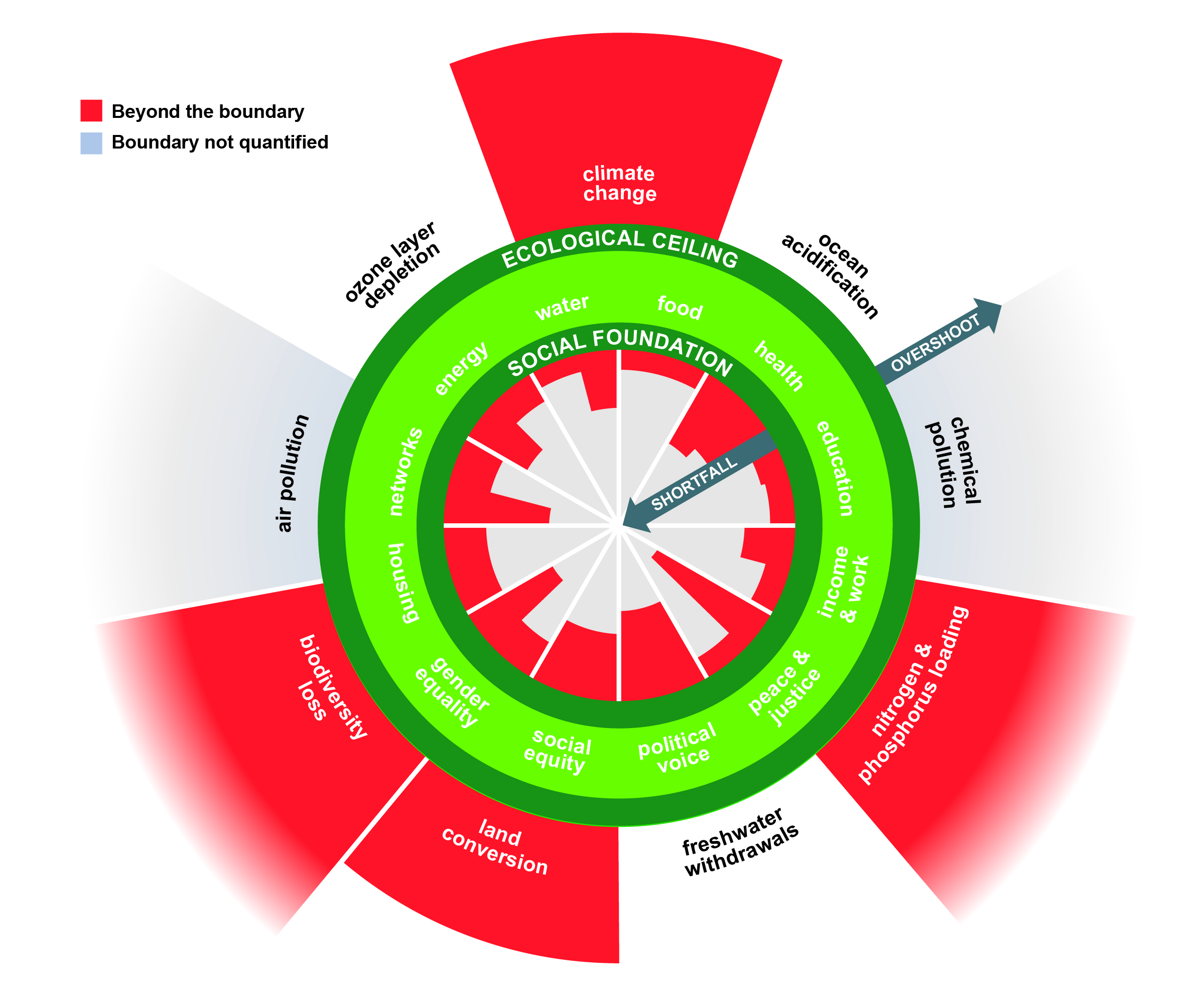
Le « Donut » et ses indicateurs montrant dans quelle mesure les plafonds écologiques sont dépassés et les fondements sociaux ne sont pas encore atteints.

Dans Doughnut Economics: Seven Ways to Think Like a 21st-Century Economist, Kate Raworth dessine ainsi le beignet de l'économie mondiale. Sur l'aspect du fondement social, aucun élément essentiel à la vie n'est satisfait pour tout le monde. La santé, l'opinion politique et l'équité sociale relèvent principalement de l'espace concernant la justice. Parmi les plafonds écologiques, le changement climatique, les charges d'azote et de phosphore, la conversion des terres et la perte de biodiversité sont dépassés tandis que l'appauvrissement de la couche d'ozone, l'acidification des océans et les retraits d'eau douce se trouvent dans les limites planétaires. Les limites de la pollution atmosphérique et de la pollution chimique ne sont pas quantifiées.